# Ер Ванг Дунг
Ер Ванг Дунг (кин: 二王洞 — „друга краљевска пећина“) је пећина, тј. систем подземних канала који се налази у региону Вулунг, недалеко од града Хупинга у НР Кини. Површина канала износи око 51.000 км², дугачка је око 26 километара и сеже до дубине од 241 метар.

## Одлике
Пећину су открили истраживачи из Манчестера, током једномесечног истраживања у области око града Хупинг. Јавности је представљена почетком октобра 2013. године. Састоји се из бројних испеплитаних канала и дворана, од којих највећа има своју вегетацију и микроклиму са облацима и маглом. Пре открића су је користили рудари у предњем делу ради ископавања, али се за остатак није знало.